# فيكتور وايتلي
فيكتور وايتلي (1922-2002) هو مصمم أغلفة مواد غذائية وملصقات الأسطوانات من استوديو خاص به في لندن في أوائل الخمسينيات من القرن الماضي، قبل أن يؤسس نفسه واحدا من أبرز مصممي طوابع دول الكومنولث. تشمل حافظة أعماله أراضٍ وإصدارات لا حصر لها وتتميز بتنوع كبير في الموضوعات. يُنسب إليه تصميم حوالي 500 طابع.

## من أعماله

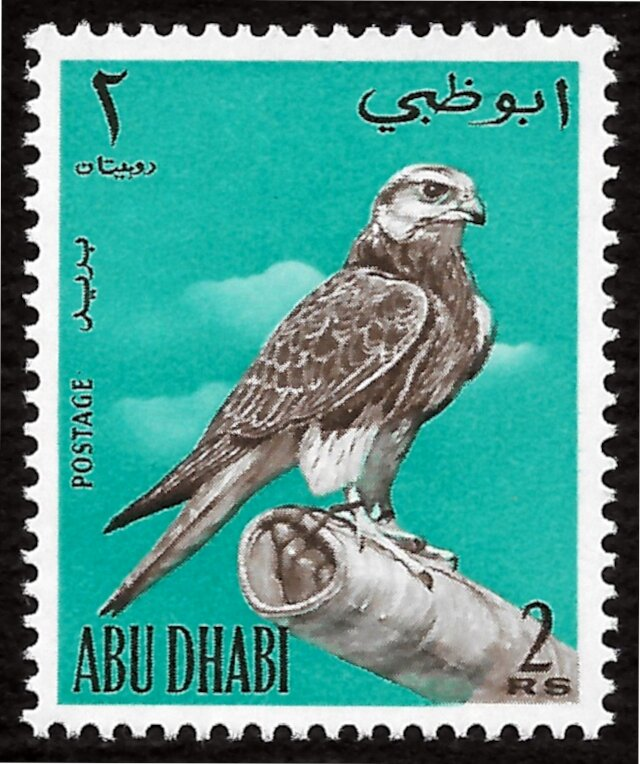
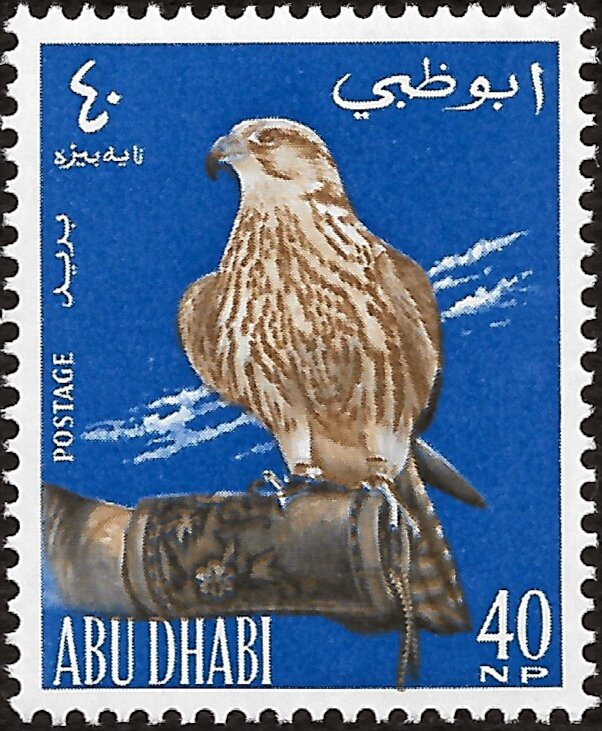
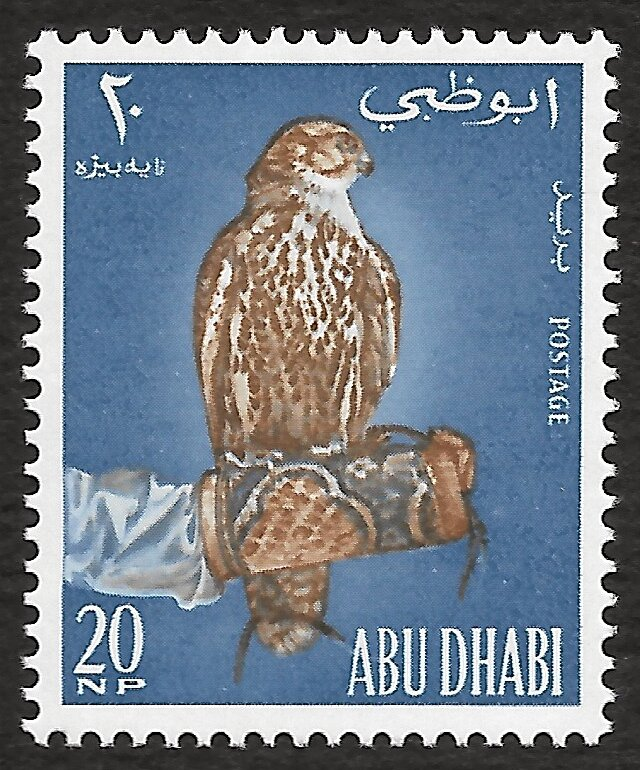
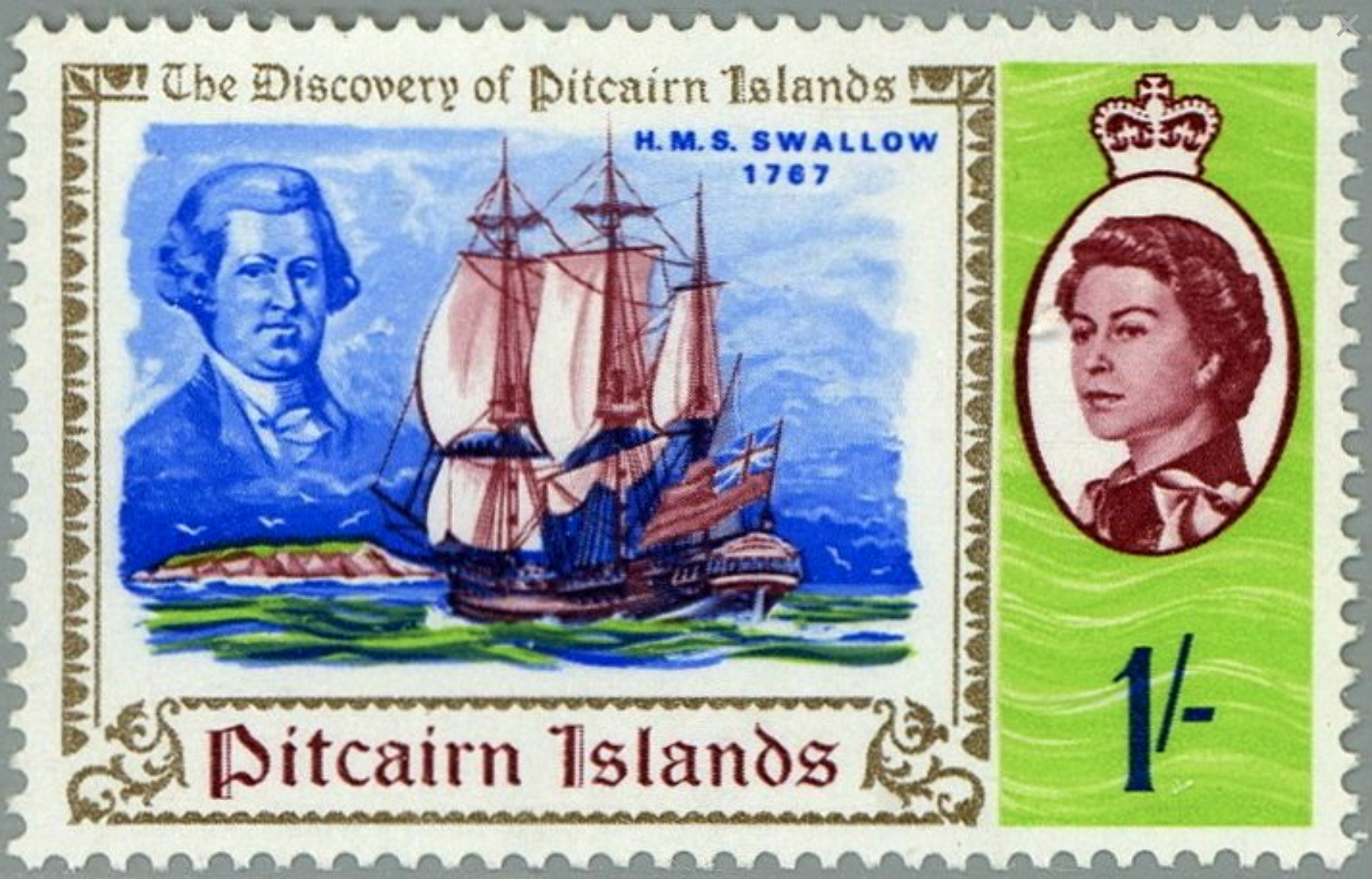